# Meyer Levin
Meyer Levin (n. 1905, Chicago - d. 1981, Israel) este considerat "cel mai important scriitor american de origine iudaică al timpurilor sale". (Los Angeles Times, 1972).

## Biografie
Norman Mailer îl socotește "unul dintre cei mai importanți scriitori americani aparținând tradiției realiste". La rândul său, Ernest Hemingway apreciază cartea lui Levin, "Citizens" ca fiind "un roman american pe cinste - unul dintre cele mai bune din câte am citit până acum". Prin urmare, opera lui Meyer Levin se află printre cele mai importante și valoroase producții literare ale secolului al XX-lea. De-a lungul întregii sale cariere profesionale de șaizeci de ani, Levin a fost un inovator constant, recreându-se pe sine și stilul său literar. De la experimentul documentar din romanul "Reporterul" până la umorul negru cu tente satirice din "Gore și Igor" (1969), de la thriller-ul psihoanalitic "Compulsion" (1956) până la povestirea istorică "The Settlers" (1972), Levin a fost în permanență la curent cu schimbările societății, însă niciodată nu a făcut compromisuri în ceea ce privește viziunea sa interioară. Pentru Meyer Levin, viața și arta erau nedespărțite. Grija sa pentru problemele universale ale umanității a avut impact atât în viața cât și în munca sa.

### Romane
- The Reporter (1929)
- Frankie and Johnny (1930)
- Yehuda (1931)
- The New Bridge (1933)
- The Old Bunch (1937)
- Citizens (1940)
- My Father's House (1947)
- Compulsion (1956)
- Eva (1959)
- The Fanatic (1964)
- The Stronghold (1965)
- Gore and Igor (1968)
- The Settlers (1972)
- The Spell of Time (1974)
- The Harvest (1978)
- The Architect (1981), (fictionalized life of Frank Lloyd Wright)

### Lucrări autobiografice
- In Search (1949)
- The Obsession (1974).

### Studii iudaice
- Beginnings in Jewish Philosophy
- The Story of Israel
- An Israel Haggadah for Passover
- The Story of the Synagogue
- The Story of the Jewish Way of Life

## Traduceri în limba română
- Meyer Levin, "Baal Shem Tov. Povestiri hasidice despre minunile săvârșite de Rabbi Israel", Ilustrații: Marek Szwarc, Traducere din limba engleză: Monica Medeleanu, Editura Herald, Colecția Scrieri Inițiatice, București, 2010, 208 p., ISBN 978-973-111-174-2